# Phú Đình
Phú Đình là một xã nằm ở phía tây của tỉnh Thái Nguyên, Việt Nam.

## Địa lý
Xã Phú Đình có vị trí địa lý:
- Phía đông giáp xã Bình Thành
- Phía tây giáp tỉnh Tuyên Quang
- Phía nam giáp xã Bình Thành và tỉnh Tuyên Quang
- Phía bắc giáp xã Bình Yên và tỉnh Tuyên Quang.

Xã Phú Đình có diện tích 47,89 km², dân số năm 2025 là 11.746 người. Khu vực được định hướng tập trung phát triển du lịch lịch sử - sinh thái, lâm nghiệp và xây dựng các mô hình sản xuất nông nghiệp công nghệ cao. Quy hoạch định hướng đến năm 2045 sẽ có đô thị mới Phú Đình. Hạ tầng giao thông của xã cks tuyến đường tỉnh 264B.
Thác Khuôn Tát được xếp hạng danh thắng cấp quốc gia vào năm 2002. Thác bao gồm 7 tầng, độ cao tính từ đỉnh thác xuống chân thác là trên 20m. Tầng dưới cùng đẹp nhất và cao khoảng 12m, rộng 15m. Ở chân thác Khuôn Tát, nước dội xuống thành bồn tắm tự nhiên, chỗ nước sâu nhất chừng 2 đến 3m.

## Lịch sử
Phú Đình là trung tâm an toàn khu (ATK) trong thời kỳ kháng chiến, tên địa danh Phú Đình gắn với nhiều di tích lịch sử là nơi ở, làm việc và hoạt động của Chủ tịch Hồ Chí Minh, Trung ương Đảng, Chính phủ trong thời kỳ Chiến tranh Đông Dương (1946 - 1954); khu vực tập trung nhiều di tích lịch sử cấp quốc gia trọng điểm của khu vực ATK Định Hóa.
Tháng 6 năm 2025, xã Phú Đình được thành lập trên cơ sở nhập toàn bộ diện tích tự nhiên, quy mô dân số của xã Phú Đình (diện tích tự nhiên là 31,13 km²; dân số là 6.593 người) và xã Điềm Mặc (diện tích tự nhiên là 16,76 km²; dân số là 5.153 người) của huyện Định Hóa. Trụ sở làm việc của xã nằm tại xã Phú Đình cũ.

## Hành chính
Đến năm 2009, xã Phú Đình được chia thành 22 xóm: Khuôn Tát, Đèo De, Tỉn Keo, Quan Lang, Phú Hà, Đồng Hoàng, Đồng Kệu, Đồng Giắng, Nà Mùi, Làng Trùng, Trung Tâm, Đồng Ban, Phú Ninh 1, Phú Ninh 2, Phú Ninh 3, Khẩu Đưa, Đồng Chẩn, Duyên Phú 1, Duyên Phú 2, Đồng Tấm, Nạ Tẩm, Nạ Tiển. Năm 2019, sáp nhập xóm Quan Lang vào xóm Tỉn Keo, sáp nhập ba xóm Phú Ninh 1, Phú Ninh 2, Phú Ninh 3 thành xóm Phú Ninh, sáp nhập xóm Đồng Tấm vào xóm Khẩu Đưa, sáp nhập ba xóm Đồng Chẩn, Duyên Phú 1, Duyên Phú 2 thành xóm Đồng Duyên, sáp nhập xóm Nạ Tiển vào xóm Nạ Tẩm, sáp nhập hai xóm Phú Hà và Đồng Hoàng thành xóm Hoàng Hà, sáp nhập hai xóm Làng Trùng và Đồng Giắng thành xóm Đồng Chùng.
Đến năm 2009, xã Điềm Mặc được chia thành 28 xóm: Song Thái 1, Song Thái 2, Song Thái 3, Bản Hóa, Bản Tiến, Bản Quyên, Bắc Chảu, Thẩm Dọc 1, Thẩm Dọc 2, Bản Giáo, Bản Nhọm, Nạ Co, Đồng Lá 1, Đồng Lá 2, Đồng Lá 3, Đồng Lá 4, Đồng Vinh 1, Đồng Vinh 2, Đồng Vinh 3, Đồng Vinh 4, Bản Bắc 1, Bản Bắc 2, Bản Bắc 3, Bản Bắc 4, Bản Bắc 5, Bình Nguyên 1, Bình Nguyên 2, Bình Nguyên 3. Năm 2019, sáp nhập ba xóm Bình Nguyên 1, Bình Nguyên 2, Bình Nguyên 3 thành xóm Bình Nguyên, sáp nhập ba xóm Đồng Vinh 2, Đồng Vinh 3, Đồng Vinh 4 thành xóm Phụng Hiển, sáp nhập ba xóm Bản Giáo, Bản Nhọm, Song Thái 3 thành xóm Trung Tâm, sáp nhập hai xóm Đồng Vinh 1 và Nạ Co thành xóm Đồng Vinh, sáp nhập ba xóm Thẩm Dọc 1, Thẩm Dọc 2, Bắc Chảu thành xóm Bắc Doọc, sáp nhập xóm Đồng Lá 4 vào xóm Đồng Lá 1, sáp nhập xóm Đồng Lá 3 vào xóm Đồng Lá 2, sáp nhập xóm Bản Bắc 3 vào xóm Bản Bắc 1, sáp nhập hai xóm Bản Bắc 4 và Bản Bắc 5 vào xóm Bản Bắc 2, sáp nhập hai xóm Song Thái 1 và Song Thái 2 thành xóm Song Thái, sáp nhập hai xóm Bản Hóa và Bản Tiến vào xóm Bản Quyên.